# Анрі Бо
Анрі Бо (фр. Henri Beau, 28 листопада 1881, Париж — 27 червня 1928, Париж) — французький футболіст, що грав на позиції воротаря за «СА Парі» та національну збірну Франції.

## Клубна кар'єра
У дорослому футболі дебютував 1906 року виступами за команду «СА Парі», кольори якої і захищав протягом наступних шести років. 

## Виступи за збірну
1911 року дебютував в офіційних матчах у складі національної збірної Франції. Того року загалом провів у її формі 5 матчів, пропустивши 20 голів.
Помер 27 червня 1928 року на 47-му році життя в Парижі.